# 扎佐街道
扎佐镇，是中华人民共和国贵州省貴陽市修文县下辖的一个乡镇级行政单位。2020年5月14日，撤销扎佐镇，以原扎佐镇红桥居委会、万江居委会、大龙村、高潮村、新柱村、三元村、大兴村设立扎佐街道。

## 行政区划
扎佐镇下辖以下地区：
襄阳社区、景阳社区、万江社区、大园村、中营村、桥头村、和平村、新庄村、喻家街村、石竹村、龙王村、大堡村、新民村、猪头村、马鞍村、金鸡村、小堡村、三里村、丁官村、把七村、三元村、兴红村、大山村、大河村、葛马村、双月村、长坡村和泗溪村。

## 历史
扎佐，原名剳佐。春秋战国属牂牁地。唐、宋分属功州和蛮州。元至元二十年（1283年），设落帮（今久长镇落邦即芦坊）剳佐（今扎佐）等处蛮夷长官司，辖今扎佐和久长两镇及息烽猫场。天历二年（1329年），播州（今遵义）至贵州（今贵阳）驿道开通，置贵州、扎佐、底寨、养龙坑和乌江驿站。明洪武五年正月十七日（1372年2月21日）土酋宋文中归附朝廷，改置扎佐长官司，属四川行省贵州宣慰司。天启六年（1626年），巡按监察御史傅宗龙派副将王国顿始建扎佐城。崇祯三年（1630年），置修文守御千户所，驻地扎佐，隶属敷勇卫。清康熙二十六年（1687年），裁敷勇卫置修文县，同时裁修文所改置崇义里，镇境分属修文县崇义里和贵筑县北下里。乾隆十五年（1750年），贵阳府于扎佐设巡检署，建巡检衡门于南门。民国初，仍袭清制。1913年12月，裁扎佐巡检署划归贵阳府。1915年12月，废崇义里，贵县北下里部分地划人，合并建修文县南区，治所扎佐街，下辖8保、84甲。1932年，南区改名第四区。1942年，撤区改设扎佐乡。1949年11月24日，修文县建立，全县设4区，镇属扎佐区，下辖扎佐镇、桃源乡、清让乡。1950年8月，扎佐区改称第二区。1955年11月，复称扎佐区。1957年7月，扎佐镇升为区级镇。1958年9月，取消区、乡建制，分建扎佐、飞跃2公社，扎佐公社辖扎佐三元、三里3管理区。1959年5月，2公社合并为扎佐公社，辖扎佐、三元、三里、高潮、清让、桃源、六屯7管理区。1961年6月，恢复区级建制，原扎佐公社改为扎佐区，管理区改公社，7管理区整为扎佐、三元、清让、桃源、六屯5公社。1962年4月，三元公社并入扎佐公社。1963年3月，扎佐公社析为扎佐镇和高潮公社。1965年11月，增设三元公社。1966年5月，进行撤区试点，将扎佐镇、高潮公社和三元公社的磨盘寨生产队合并为扎佐公社。1981年1月，由扎佐公社析出扎佐集镇部分恢复扎佐镇建制。1984年4月，实行政、社分设，复建乡（镇）。扎佐区辖扎佐镇、扎佐乡三元乡、清让乡、屯乡和桃源布依族乡6乡（镇）。1991年11月，撤区并乡建镇，撤销原扎佐区和扎佐镇，将扎佐、三元、清让3乡并入扎佐镇。2020年5月14日，撤销扎佐镇，以原扎佐镇红桥居委会、万江居委会、大龙村、高潮村、新柱村、三元村、大兴村设立扎佐街道。

## 自然条件

### 地形地貌
地势东南、西、北、东北多山，中部平坦，东部三里、大河一带较低，一般海拔1300～1430米之间，最高点位于南部三角山主峰，海拔1610米。

### 气候
属亚热带季风气候。多年平均气温12.9℃，年平均日照时数1300小时，年平均降水量1229.8毫米，无霜期年平均260天。

### 水文
境内主要河流有鱼梁河、葛马河2条，年径流总量5.7亿立方米。

### 矿藏及其他自然资源
原境内地下矿藏主要有煤炭、硫铁、重晶石、铝矾土和铁矿等。其中原煤储量1000万吨以上，发热量在6500～8000大卡/千克之间。林木覆盖率达40%。

### 自然灾害
主要自然灾害有干旱、暴雨、冰霍、倒春寒、秋季绵雨、霜冻和凝冻。其中常见的是干旱、暴雨和冰霉：干旱一般是3年一小旱，5年一大旱，主要发生在3~8月。暴雨成灾一般是3～4年一遇，主要发生在4～11月之间，最严重的一次发生在1996年7月2日～4日，遭受百年不遇暴雨袭击。

## 经济

### 农业
耕地面积23340亩；可利用草地面积1.2万亩，林地面积8.47万亩。2011年，农业总产值20054万元，比上年增长10%，农业增加值占国内生产总值的5.52%。粮食作物以水稻、玉米为主。2011年，生产粮食9077吨，其中水稻5106吨，玉米3971吨。主要经济作物为油料作物、蔬菜。2011年，油料作物种植面积7020亩，油菜籽产量1150吨；蔬菜主要品种有白菜、青菜、圆白菜、折耳根、西红柿、白萝卜、辣椒、大蒜、大葱、小葱等，其中特色蔬菜种植面积10万亩，产量7.1万吨。畜牧业以饲养生猪、牛、羊、家禽为主。2011年，生猪饲养量19945头，年末存栏19945头；牛饲养量6672头，年末存栏6672头；羊饲养量1868只，年末存栏1868只；家禽饲养量29.2万羽，上市家禽33.2万羽。2011年，生产肉类5182吨，其中猪肉3820吨，牛肉837.7吨，羊肉42.2吨；禽蛋2139吨，鲜奶2720吨；畜牧业渔业总产值10227万元。

### 工业
2011年，工业总产值达到30.66亿元，比上年增长33.6%；工业增加值占国内生产总值的83%。规模以上工业企业26家，职工3950人，实现工业增加值4.91亿元，比上年增长1.11%。

### 财政金融
2011年，财政总收入5059万元，比上年增长26.04%。其中地方财政收入2628.9万元，比上年增长41.15%。从各主要税种看，完成营业税926.42万元，增值税286.72元，企业所得税358.49万元，个人所得税137.42万元，分别比上年增长3.1%、5.15%、30.69%、28.77%。

## 交通
- 渝贵铁路、长东联络线：修文县站